# Cassida subreticulata
Cassida subreticulata es un coleóptero de la familia Chrysomelidae.
Fue descrita científicamente en 1844 por Suffrian.